# Christa (geslacht)
Christa is een geslacht van rechtvleugeligen uit de familie doornsprinkhanen (Tetrigidae). De wetenschappelijke naam van dit geslacht is voor het eerst geldig gepubliceerd in 1914 door Rehn.

## Soorten
Het geslacht Christa omvat de volgende soorten:
- Christa emini Rehn, 1914
- Christa lacustris Rehn, 1914